# Преціозна література
Преціозна література (від фр. precieux — дорогоцінний; витончений, манірний) — аристократичний напрям у французькій літературі бароко XVII століття. Була своєрідним протестом переможеної феодальної знаті проти політики абсолютизму. Антидемократична за характером, преціозна література вимагала повної відмови від «низької» дійсності й народної мови, їй властиві алегоричність, умовність, лицарсько-пасторальні сюжети. Виникла в салоні маркізи де Рамбуйє. Найвідоміші представники: поети В. Вуатюр, А. Годо, Ж. Скюдері, Ж. Ф. Саразен, Ж. Шаплен, романісти — О. д'Юрфе, М. Л. де Гомбервіль, Мадлен Скюдері.